# Palais Rechberg

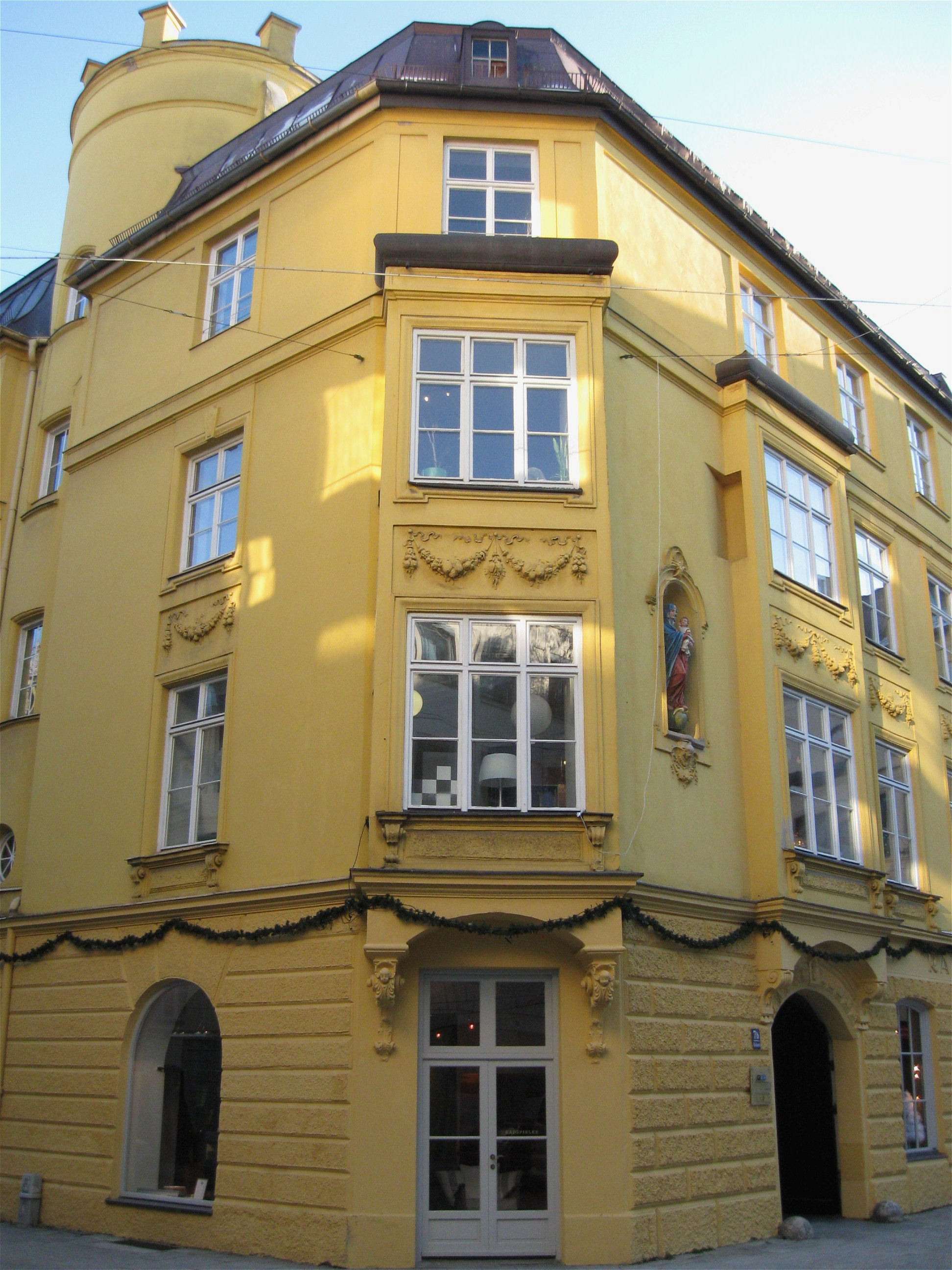
Palais Rechberg

Das denkmalgeschützte Palais Rechberg oder Radspielerhaus ist ein Stadtpalais in München. Es befindet sich in der Hackenstraße 7 im Hackenviertel. Das Palais wurde 1678 erbaut und nach 1817 durch den Architekten Jean Baptiste Métivier verändert.

## Geschichte
Das Palais Rechberg bestand einst aus zwei getrennten Häusern, eines an der Hackenstraße, das andere schloss sich, um die Ecke führend, daran an. Seit 1678 befanden sich beide Häuser im Besitz des kurfürstlichen Revisionsrates Johann Rudolf Wämpl, der an ihrer Stelle einen Neubau errichten ließ. Bedeutende Persönlichkeiten wie die Wittelsbacher Herzöge Albrecht Sigismund und Maximilian Heinrich, beides Bischöfe, waren hier Gast. 1688 erhielt Freiherr Gaudentius von Rechberg, kurfürstlich-königlich- bayrischer Kämmerer, das Anwesen als Geschenk in „Ansehung getreulich geleisteter Dienste“. Die Familie Rechberg beherbergte in ihrem Stadtpalais im Jahre 1800 den in der Schlacht bei Hohenlinden schwer verwundeten französischen General Louis Bastoul bis zu seinem Tode.
Das Palais war 1827/28 Wohnsitz von Heinrich Heine. 1848 erwarb Josef Radspieler das Haus, ein königlich-bayerischer Hoflieferant, der auch die Schlösser König Ludwigs II. mit prachtvollen Möbeln aus eigenen Werkstätten ausstattete. Er war zeitweise Gastgeber von Marija Antonowna Naryschkina, einer früheren Mätresse von Zar Alexander I. Zu Radspielers Zeiten, als das Haus die Adresse Hundskugel 7 trug, ließ man die Hackenstraße verbreitern, die Rückseite des Palais wandelte sich nun zur Frontseite. Radspieler stockte bei dieser Gelegenheit das Palais auf. Heute präsentiert es sich im schlichten frühklassizistischen Stil mit einem aufgerauten Sockelgeschoss und mehreren schmückenden Erkern. Hinter dem Palais befindet sich der letzte erhaltene Privatgarten in der Altstadt mit einem Brunnen von Roman Anton Boos.
2014 begann die Sanierung eines Teils des Palais zu einem zeitgemäßen Geschäfts- und Wohnhaus. Der Garten des Hauses soll dafür mit einer Tiefgarage ausgestattet werden. Bei den dazu notwendigen Grabungen wurden Scherben aus der Bronze- und Eisenzeit sowie ein historischer Kellerraum entdeckt. Der darin befindliche Bauschutt könnte womöglich vom Bau des nahegelegenen Asamhofs stammen. Der Garten soll nach Ende der Bauarbeiten wieder hergestellt, der Boos-Brunnen instand gesetzt und große Bäume wieder angepflanzt werden. Dem Innenbereich steht eine Umwandlung in ein modernes Geschäfts- und Wohnhaus bevor.